# 신상호 (경찰)
신상호(申相鎬, ? ~ ?)는 대한제국과 일제강점기의 경찰관으로, 충청북도 지역의 의병 운동 진압에 가담했다. 본관은 평산이다.

## 생애
1908년부터 충북 영동에서 영동경찰분서 소속 경부로 근무했다. 1910년 한일 병합 조약 체결로 조선총독부 산하의 영동경찰서 경부가 되었고, 이 직위에서 1913년까지 근무했다.
1907년 옥천 지역에서 부호의 집을 습격하여 군자금을 모집하던 의병 민한식과 이향운, 곽준희 등 6명의 재판 기록에 신상호가 심문했다는 내용이 들어 있다. 이들은 재판 결과 징역 5년형에서 10년형을 선고받았다. 의병 박동춘, 김달용을 심문했고, 토벌 작전에 쫓겨 도망 중이던 의병 정경수를 일본인 경찰들과 함께 체포하는 데 주도적인 역할을 하기도 했다.
1912년 일본 정부가 한일합방에 공을 세운 사람들에게 수여한 한국병합기념장을 받았다.
2008년 발표된 민족문제연구소의 친일인명사전 수록예정자 명단에 선정되었고, 2006년 친일반민족행위진상규명위원회에서 공식 발표한 친일반민족행위 106인 명단에도 포함되었다.

## 참고자료
- 친일반민족행위진상규명위원회 (2006년 12월). 〈신상호〉 (PDF). 《2006년도 조사보고서 II - 친일반민족행위결정이유서》. 서울. 534~537쪽쪽. 발간등록번호 11-1560010-0000002-10. [깨진 링크(과거 내용 찾기)]